# شهرستان نرپی
ناحیهٔ نرپی (به ازبکی: Narpay District) یک منطقهٔ مسکونی در ازبکستان است که در استان سمرقند واقع شده‌است.